# Karangturi (Gondangrejo)
Karangturi is een bestuurslaag in het regentschap Karanganyar van de provincie Midden-Java, Indonesië. Karangturi telt 2783 inwoners (volkstelling 2010).